# هيروتو موراؤكا
هيروتو موراؤكا (باليابانية: 村岡 博人) (مواليد 19 سبتمبر 1931)، هو لاعب كرة قدم ياباني سابق كان يلعب كحارس مرمى. سبق له أن لعب مع منتخب اليابان.

## وصلات خارجية
- هيروتو موراؤكا على موقع ناشيونال فوتبول تيمز (الإنجليزية)
- هيروتو موراؤكا على موقع عالم كرة القدم.نت (الإنجليزية)

- National Football Teams
- Japan National Football Team Database